# Спешнево (Рязанская область)
Спешнево — село в Александро-Невском районе Рязанской области, входит в состав Просеченского сельского поселения.

## Географическое положение
Село расположено на берегу речки Вишнёвка в 9 км на восток от центра поселения села Просечье и в 21 км на восток от райцентра посёлка Александро-Невский.

## История
Деревянная Николаевская церковь с колокольней в селе построена была в 1901 году тщанием прихожан и других благотворителей.
В XIX — начале XX века село входило в состав Богородицкой волости Ряжского уезда Рязанской губернии. В 1906 году в селе было 136 дворов.
С 1929 года село являлось центром Спешневского сельсовета Новодеревенского района Рязанского округа Московской области, с 1937 года — в составе Рязанской области, с 2005 года — в составе Просеченского сельского поселения.

## Население
| 1859 | 1897 | 1906 | 2010 | 2023 |
| ---- | ---- | ---- | ---- | ---- |
| 590  | ↗831 | ↗865 | ↘226 | ↘201 |